# Крутица (Смоленская область)
Крутица — деревня в Рославльском районе Смоленской области России. Входит в состав Пригорьевского сельского поселения. Население — 8 жителей (2007 год). 
Расположена в южной части области в 25 км к юго-востоку от Рославля, в 7 км северо-восточнее автодороги А141 Орёл — Витебск, на берегу реки Поповка. В 5 км юго-западнее деревни расположена железнодорожная станция Пригорье на линии Рославль — Брянск. 

## История
В годы Великой Отечественной войны деревня была оккупирована гитлеровскими войсками в августе 1941 года, освобождена в сентябре 1943 года.
Уроженец деревни Крутица Титов Михаил Иванович погиб 7 октября 1944 года в боях за город Ригу . 